# Hans J. Wehrli

Hans J. Wehrli, um 1914

Hans Jakob Wehrli (* 2. Juli 1871 in Zürich; † 26. Februar 1945 ebenda) war ein Schweizer Geograph und Ethnologe.

## Leben
Wehrli studierte von 1898 bis 1903 Geographie an den Universitäten Leipzig und Zürich. Er promovierte 1904 bei Otto Stoll in Zürich zur Ethnologie der Jingpo von Ober-Burma. 1907 wurde er in Zürich habilitiert. Er war ab 1911 ausserordentlicher und von 1913 bis 1940 ordentlicher Professor für Geographie und Völkerkunde an der Universität Zürich. Von 1911 bis 1941 stand er als Direktor dem Geographischen Institut und der Sammlung für Völkerkunde vor.
Wehrli forschte unter anderem zur Wirtschafts- und Siedlungsgeografie von Ober-Burma und den nördlichen Shan-Staaten.

## Schriften (Auswahl)
- Beitrag zur Ethnologie der Chingpaw (Kachin) von Ober-Burma. Brill, Leiden 1904 (Dissertation).
- Zur Wirtschafts- und Siedlungs-Geographie von Ober-Burma und den Nördlichen Shan-Staaten. Lohbauer, Zürich 1906 (Separatabdruck der aus dem Jahresbericht der Geographisch-Ethnographischen Gesellschaft in Zürich 1905–1906, Digitalisat).
- Über Dürren in Britisch-Indien. Lohbauer, Zürich 1909 (Separat-Abdruck aus dem Jahresbericht der Geographisch-Ethnographischen Gesellschaft in Zürich 1908–1909, Digitalisat).
- Die Sammlung für Völkerkunde. Zürich 1914 (Separat-Abdruck aus der Festschrift z. Einweihung d. Neubauten d. Universität Zürich, 1914).
- Vorder- und Hinterindien. Sonderabdruck, o. O. ca. 1915 (= Separat-Abdruck aus Karl Andrees Geographie des Welthandels).